# Csábítunk és védünk
A Csábítunk és védünk (eredeti cím: Hot Pursuit) 2015-ben bemutatott amerikai akció-filmvígjáték, amelyet Anne Fletcher rendezett.
A forgatókönyvet David Feeney és John Quaintance írta. A producerei Dana Fox, Bruna Papandrea és Reese Witherspoon. A főszerepekben Reese Witherspoon, Sofía Vergara, Matthew Del Negro, Michael Mosley és Robert Kazinsky láthatók. A film zeneszerzője Christophe Beck. A film gyártója a New Line Cinema, a Metro-Goldwyn-Mayer és a Pacific Standard, forgalmazója a Warner Bros. Pictures.
Az Amerikai Egyesült Államokban 2015. május 8-án, Magyarországon 2015. május 14-én mutatták be a mozikban.

## Cselekmény
Rose Cooper a San Antonio-i Rendőrség egyik tisztje, akinek a munkamorálja szigorú. Egy incidenst követően, amikor a polgármester fiát Fegyver! kiáltás miatt sokkolóval felgyújtja, Coopert az ügyetlensége miatt a bizonyítékraktárba osztják be.
Cooper parancsnoka, Emmett kapitány titkos megbízást ad neki, hogy csatlakozzon Jackson helyettes rendőrbíróhoz, és biztosítson védőkíséretet Felipe Riva és felesége, Daniella mellé. Rivának Dallasba kell utaznia, hogy tanúskodjon a hírhedt kartellvezér, Vicente Cortez ellen.
Riva otthonában egy álarcos merénylő páros és egy másik merénylő páros megöli Jacksont és Felipe Rivát, miközben Cooper és Daniella az emeleten tartózkodik. Daniella megragad egy bőröndöt, amelyben sok pár cipője van, és a hölgyek elmenekülnek Riva autójával. Amikor Daniella később megpróbál tőle elszökni, Cooper hozzá bilincseli magát.
A hölgyeket Cooper kollégái, Dixon és Hauser találják meg. Akkor azonban Cooper felismer egy tetoválást az egyik férfi karján, amelyből kiderül, hogy a tisztek valójában a bérgyilkosok  voltak. Daniella és Cooper elhajtanak, és az eredetileg is tervezett Dallas felé veszik az irányt, ahol Daniella tanúskodhat Cortez ellen.
A rádióból megtudják, hogy Coopert most már szökevénynek bélyegzik, és rendőr lelövésének vádja is felmerült ellene.
Egy teherautó belehajt a kocsijukba, és mindenhová szétszórja a teherautóban elrejtett kokaint. Cooper ráveszi a teherautó sofőrjét, hogy tegye ki őket egy ruhaboltnál, ahol Daniella és az addigra nagyon betépett Cooper átöltözik. Amikor a bérgyilkos páros is megjelenik, a hölgyek egy kisteherautóra kapcsolt utánfutón rejtőznek el. Amikor a kisteherautó megáll, Cooper megpróbálja ellopni, de a tulajdonos, Red, egy puskával a kezében újra megjelenik. Cooper és Daniella elmenekül, találnak egy másik kisteherautót, és elhajtanak.
A hölgyek folytatják az utazásukat. Cooper bizalmasan bevallja, hogy merev és szabálykövető természete miatt nehéz férfit találnia. Meglepetésükre egy Randy nevű férfit vesznek észre a kisteherautó hátsó ülésén, aki ott alszik egy ideje. Randy egy elitélt, akin bokaperec van, mivel kegyetlenül megverte a nővérét bántalmazó férfit. Cooper beleegyezik, hogy Randy segítségéért cserébe leveszi a lábbilincset. Daniella örömmel veszi észre, hogy Randy flörtölni kezd Cooperrel.
Daniella elmagyarázza, hogy a táskájában lévő cipő, amelyről azt híresztelte, hogy hamis gyémántok díszítik, valójában 4 millió dollár értékű valódi gyémánttal van kirakva. Ezzel egyúttal ismertette Cortez pénzmosási módszerét.
Amikor Dixon és Hauser megjelenik és rájuk lő, Randy megtámadja Hausert, így a nők elmenekülhetnek.
Cooper férfinak öltözve besurran Cortez lányának Quinceañera ünnepére (ejtsd: kinszeanyera). Próbálja Daniellát rávenni, hogy „bedrótozza”, így le tudnák hallgatni, ha Cortez beismeri a fivére meggyilkolását, de a mosdóba besétáló nő perverz férfinak nézi Coopert, és kikergeti. Cooper visszamegy a buliba, ahol összefut Emmettel, és megtudja, hogy a férfi is Corteznek dolgozik. Emmet fegyvert fog rá, de Cooper alkohollal leönti, és lesokkolja, így a ruhája lángra kap.
Daniella sarokba szorítja Cortezt, és bevallja, hogy meg akarja ölni. Cooper megérkezik és megállítja Daniellát, de amikor Cortez fegyvert ránt, Cooper reflexből agyonlövi.
Három hónappal később Daniella kiszabadul a börtönből, Cooper felveszi a kocsijába. Meglepi Daniellát a régi pár „nagyon értékes” cipőjével. Azt is elárulja, hogy Randy is vele van a kocsiban, és Daniellának tetszik Cooper új „vad oldala”, miközben együtt elhajtanak.

## Szereplők
| Szereplő                       | Színész                 | Magyar hang        |
| ------------------------------ | ----------------------- | ------------------ |
| Rose Cooper rendőrtiszt        | Reese Witherspoon       | Kökényessy Ági     |
| Daniella Riva                  | Sofía Vergara           | Pikali Gerda       |
| Hauser nyomozó                 | Matthew Del Negro       | Makranczi Zalán    |
| Dixon nyomozó                  | Michael Mosley          | Varga Gábor        |
| Randy                          | Robert Kazinsky         | Szabó Máté         |
| Jackson nyomozó, U.S. Marshall | Richard T. Jones        | Bognár Tamás       |
| Jesus                          | Benny Nieves            | Berzsenyi Zoltán   |
| Angel                          | Michael Ray Escamilla   | Magyar Bálint      |
| Vicente Cortez                 | Joaquín Cosio           | Faragó András      |
| Emmett kapitány                | John Carroll Lynch      | Papp János         |
| Red                            | Jim Gaffigan            | Törköly Levente    |
| Steve                          | Mike Birbiglia          | Mészáros Máté      |
| Felipe Riva                    | Vincent Laresca         | Dolmány Attila     |
| Wayne                          | David Jensen            | Imre István        |
| Teresa Cortez                  | Evaluna Montaner        | Csifó Dorina       |
| Lou                            | Marcus Lyle Brown       | Kisfalusi Lehel    |
| Kövér férfi                    | Kim Collins             | Kajtár Róbert      |
| DJ                             | Manolo Gonzales-Vergara | Mesterházy Gyula   |
| Brenda                         | Carol Sutton            | Andresz Kati       |
| Dühös anya                     | Leticia Magaña          | Menszátor Magdolna |

## Fordítás
- Ez a szócikk részben vagy egészben  a   Hot Pursuit (2015 film) című angol Wikipédia-szócikk fordításán alapul.  Az eredeti cikk szerkesztőit annak laptörténete sorolja fel. Ez a jelzés csupán a megfogalmazás eredetét és a szerzői jogokat jelzi, nem szolgál a cikkben szereplő információk forrásmegjelöléseként.